# Peña el Oso
Peña el Oso, también conocida como Pico del Oso, es una montaña de la zona central de la sierra de Guadarrama (perteneciente al sistema Central). Administrativamente está dentro del municipio de El Espinar, en el sur de la provincia de Segovia (España). Con sus 2196 metros de altitud es la segunda montaña más alta del cordal de La Mujer Muerta, tan solo un metro menos que La Pinareja. La cara norte de la montaña se abre directamente a la llanura segoviana, mientras que la vertiente sur forma parte del valle del río Moros.

## Características

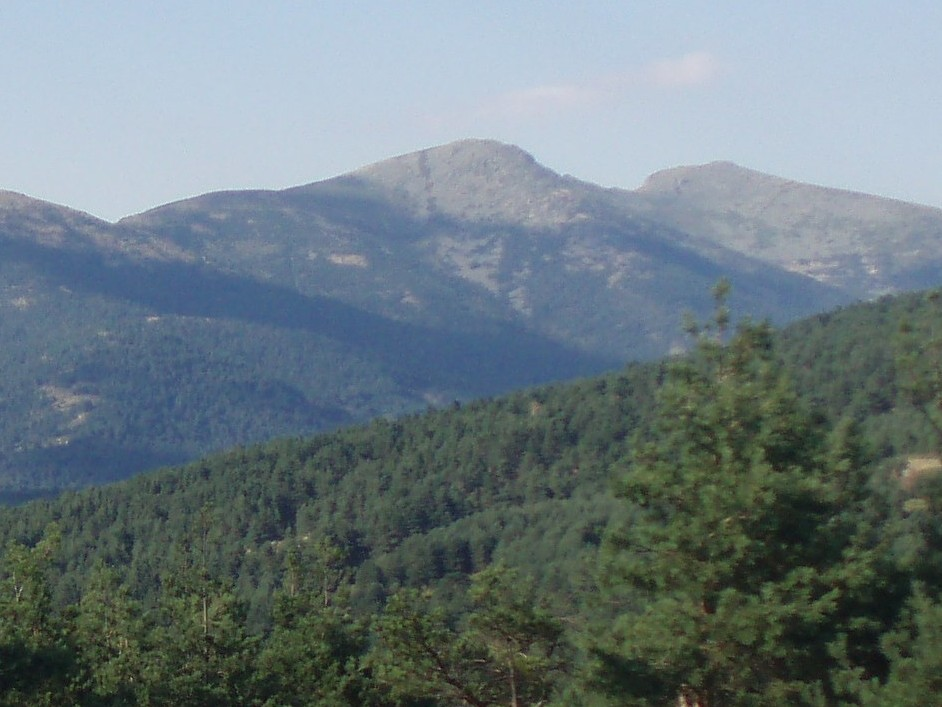
Cara sur de Peña el Oso.

Tanto la cumbre como gran parte de la cara norte de la montaña tienen uno de los canchales más extensos de la sierra. En la zona este de la montaña se abren grandes espacios cubiertos por piorno serrano y enebro rastrero. Por debajo de los 1900 metros se extienden los bosques de pino silvestre. En la cara sur, a una altitud de unos 1800 metros se hallan los restos de una antigua cantera de granito. En el vértice geodésico que hay en su cima hay una pequeña escultura hecha en granito de un animal que parece ser un oso. De ahí viene el nombre de esta montaña. En la famosa silueta de La Mujer Muerta que se ve desde la llanura segoviana, la cima de Peña el Oso corresponde a las manos que tiene cruzadas sobre su vientre.

## Ascensión
La ascensión más corta se hace saliendo desde Navas de Riofrío, concretamente en un aparcamiento de vehículos que hay a 1,6 km de la carretera nacional M-603. El ascenso se realiza por caminos y senderos que ascienden en sentido suroeste hasta alcanzar el cordal de La Mujer Muerta. El desnivel acumulado es de casi 1000 metros pero no hay dificultades técnicas. Solamente hay que usar crampones y piolets en invierno.

## Galería
|                            |
| Cara norte de Peña el Oso. |

| |
| Vista de la Garganta (con el Pico del Oso a la izquierda) desde el embalse "El Tejo" de El Espinar. |